# Simo Parpola

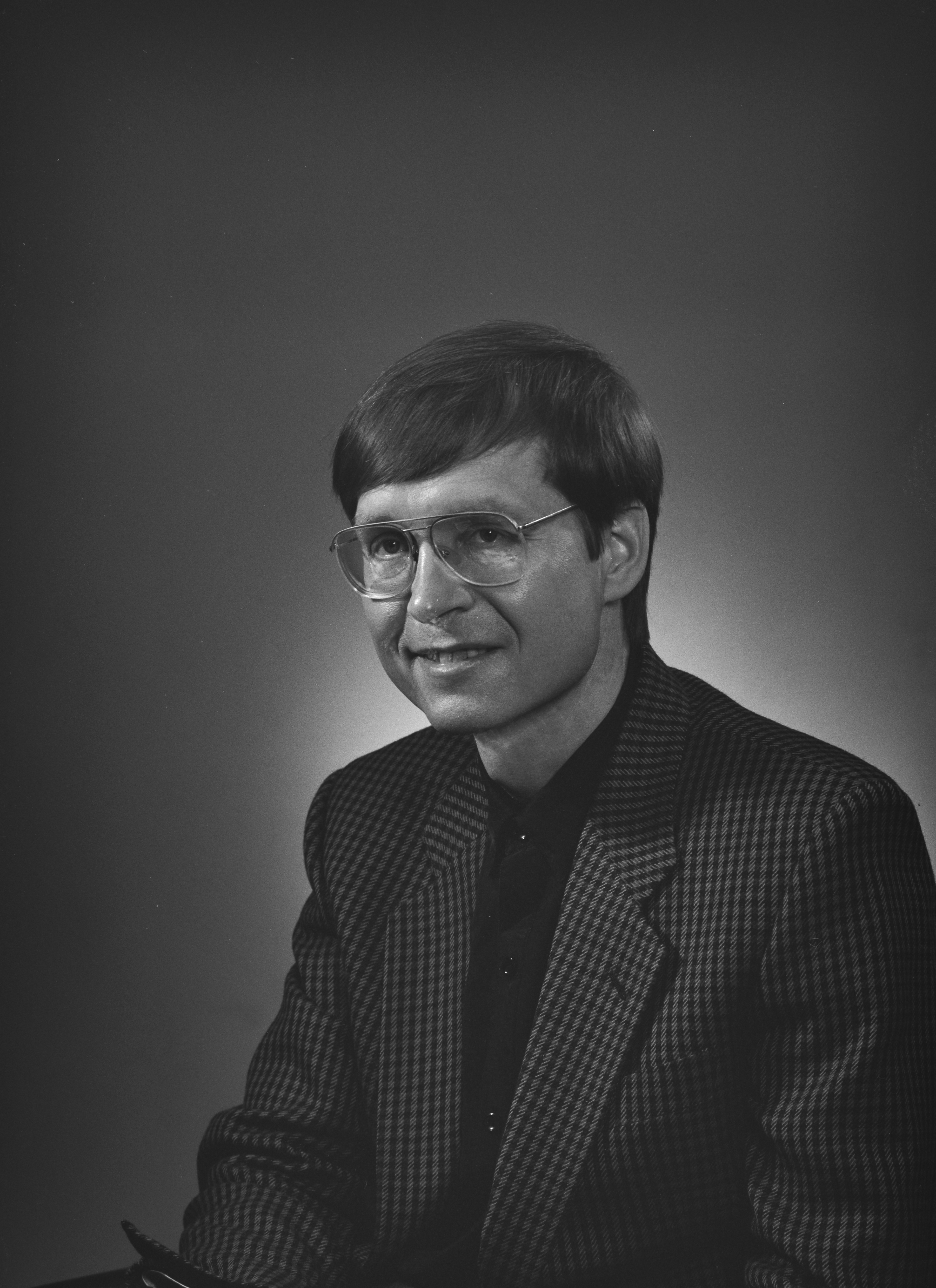
Simo Parpola, 1993.

Simo Kaarlo Antero Parpola (ur. 4 lipca 1943 w Helsinkach) – fiński asyrolog, profesor emeritus Uniwersytetu w Helsinkach. Brat indologa Asko Parpola. Jego wujem od strony matki był asyrolog, profesor Armas Salonen.
Parpola uzyskał tytuł naukowy doktora w 1971. W latach 1971–1978 był docentem asyrologii przy Uniwersytecie w Helsinkach, a w latach 1977–1979 associate professor przy Uniwersytecie w Chicago. Od roku 1978 posiada profesurę przy Uniwersytecie w Helsinkach. Od 1993 – członek Suomalainen Tiedeakatemia. Fiński związek zawodowy profesorów Professoriliitto wybrał go w roku 1991 profesorem roku. Honorowy członek American Oriental Society. Od 2001 – członek Academia Europaea. W roku 2009 przeszedł on na emeryturę.
Parpola prowadzi międzynarodowy projekt State Archives of Assyria, którego celem jest krytyczne wydanie tekstów klinowych z archiwów królewskich z Niniwy. Projekt ten zapoczątkowany był w 1986, kiedy to ponad połowa znanych tekstów nie została była opublikowana. Do roku 2014 wydano 23 tomów.

## Źródła
- Parpola, Simo, [w:] Ann-Marie Ivars, Uppslagsverket Finland, 19 stycznia 2011. Brak numerów stron w książce